# Ромодановский, Михаил Григорьевич
Князь Михаил Григорьевич Ромодановский (1653—30.01.1713) — государственный деятель, воевода, боярин и московский губернатор во времена правления Алексея Михайловича, Фёдора Алексеевича, правительницы Софьи Алексеевны, Ивана V и Петра I Алексеевичей.
Из княжеского рода Ромодановских. Младший сын князя Григория Григорьевича Ромодановского. Имел старшего брата князя Андрея Григорьевича.

## Биография
С 1665 года стольник. В 1669 году, 16-ти лет, удостоился чести «дневать и ночевать» у гроба царевича Симеона Алексеевича. В 1672—1678 годах второй воевода в Курске, с перерывом, в 1673 году с отцом ходил воеводой в Белгород, в 1674 году при присоединении некоторых заднепровских городов М. Г. Ромодановскому было велено остаться осадным головою в Каневе, но за тем приказ был отменён, и он отозван в Москву, где был у руки Государя и царевича, а в 1675 году на воеводстве в Белгороде.
В 1678 году находился на службе при отце, белгородском воеводе, участвовал с ним в Чигиринском походе против турок. В апреле этого года им были высланы «статьи», а в июле им была дана царская грамота о принятии предосторожностей в мирных переговорах с Турцией и старания удержать за Россией Чигирин или срытии города в случае оставления. В том же году пожалован в бояре.
С 1679 года состоял при дворе царя Фёдора Алексеевича, участвовал в его походе в село Воробьёво.
В январе 1682 года записан тридцать третьим в Боярской думе и подписал соборное уложение об отмене местничества. В мае этого же года дневал и ночевал у гроба царя Фёдора Алексеевича в Архангельском соборе.
В 1683 году ходил за молодым царём Петром в село Воробьёво, а в июле 1684 года участвовал вместе с ним в крестном ходе.
С января 1685—1687 годах — воевода во Пскове.
В 1687 году второй воевода войск стоящих по Белгородской засечной черте, потом первый воевода второго полка, а после упомянут воеводой четвёртого полка в Чигиринском походе своего отца.
В 1688 году назначен первым судьею во Владимирский Судный приказ. В этом же году второй воевода войск поставленных на границе для охранения от набега крымских татар и в июле упомянут в государевом походе в Новодевичий монастырь с царем Иваном V и Софьей Алексеевной, в сентябре в походе в село Коломенское.
В мае 1689 года сопровождал царей Ивана V и Петра I в их богомольном походе в Новодевичий монастырь, а в конце года назначен воеводой в Киев, с дьяком Иваном Алфёровым. В 1689—1692 годах был воеводой в Киеве. Здесь ему пришлось следить за деятельностью гетмана Мазепа и постоянно информировать Москву о его делах.
В 1693 году возник конфликт, в гостях у П. В. Шереметева поссорились бояре князь М. Г. Ромодановский и князь Алексей Семёнович Шеин. Первый обозвал род Шеиных «изменническим» (вспомнив, видимо, казненного деда М. Б. Шеина) и «величался московским князем». В свою очередь А. С. Шеин ругал его «худым князем». Дело поручили князю Б. А. Голицыну, который присудил обоих к штрафу за бесчестье, а М. Г. Ромодановского ещё к тюрьме, с чисто местнической формулировкой «честь Шеиных перед ними во многом знатна, и люди они перед ним честные». В этом же году сопровождал иконы в Чудов монастырь.
В 1694 году снова принимал участие в подобных мероприятиях, а в июле оставлен на Москве, на государевом дворе, на время отсутствии царя Ивана V при его походе в Троице-Сергиев монастырь.
В октябре 1695 года у князя Михаила Григорьевича сгорел дом. В феврале 1696 года дневал и ночевал у гроба Ивана V Алексеевича.
По приходе к власти нового царя — Петра I, входил в круг ближайшего окружения царя, был членом «Всепьянейшего собора» и носил ироничное прозвище «Преосвященный Мишура».
В 1697 году направлен Петром I первым воеводой в Великие Луки, где возглавил полки, стоявшие на границе с Речью Посполитой, в готовности двинуться в помощь саксонскому курфюрсту, избранному польским королём в его борьбе с принцем Конти Бурбонским.
В 1698 году в связи с благоприятным разрешением дел корпус был переведён в Торопец, что вызвало недовольство стрельцов, надеявшихся, что их вернут в Москву. М. Г. Ромодановскому пришлось усмирять восставших стрельцов и участвовать в судебном разбирательстве над ними. И. А. Желябужский оставил запись, что когда князь Ромодановский был в числе других придворных в Воронеже с Петром Великим, то «на Воронеже был гнев и опала на боярина князя Михаила Григорьевича Ромодановского и прислал с Воронежа солдатов в деревню свою, что на Клязьме». В связи с подозрением в сочувствии к стрельцам был отстранён от дел и сослан в родовое имение на Клязьме. В мае 1699 году он из деревни этой был взять в село Семёновское «для розыску и очных ставок с достальными стрельцами и очные ставки у него с ними были». Однако, подозрение в сочувствии стрельцам, очевидно удалось снять, так как в феврале 1700 года Пётр I привлёк его в числе прочих к составлению нового Уложения (кодекса законов).
В 1703 году командовал войсками Белгородского разряда в Севске, Сумах и Ахтырке, и за Сумской поход получил похвальную грамоту. В этом же году показан пятым бояриным. В 1705—1707 годах заведовал Провиантским приказом, ведавшим снабжением войск продовольствием в шведской компании. В 1711 году собирал дворянские полки в Путивле в связи с нарушением мира с Турцией. В Путивле Ромодановский простоял целый год, после чего получил новое назначение.
Указом от 23 января 1712 года назначен Московским губернатором, принимал меры к восстановлению Москвы после майского пожара, уничтожившего четверть города, мостил камнем улицы. Конфликтовал с ново учреждённым Сенатом и горячо жаловался Императору на притеснения и обиды, чинимые ему «господами сенатами», однако победа была не за ним, так как 20 сентября 1712 года Поместный приказ был изъят из его ведения и переведён в ведение Сената.
Скончался 30 января 1713 года. Погребен в Богоявленской церкви села Мстеры (впоследствии Вязниковский уезд, Владимирской губернии). С ним погребены жена и сын князь Андрей Михайлович.
На надгробном камне была выбита эпитафия:
Тысяча семь сот третья лета
Иануарий две тридцатого воспета,
Волей Бога, раб верен и скончался,
Благородный князь Михаил мёртв стася
Григорьевич Ромодановский славный,
Града Москвы он губернатор бывший
Христианский конец в Христе получив,
На сем месте он телом положися,
О душе его, зрев гроб сей, молися,
Боже упокой сего раба верного,
Любовь бо Твоя к нам и милость безмерна.
Живе 60 лет, в именование ноября 8-го.

## Семья
Был женат, вероятно с начала 1675 года, на Голохвастовой Евдокии (Авдотья) Васильевне (1656—1716), дочери думного дворянина Василия Яковлевича Голохвастова, от которой имел детей:
- Князь Ромодановский Андрей Михайлович (1682—1712) — комнатный стольник, женат на княжне Анастасии Борисовне Голицыной (ум. 1743), дочери боярина и князя Бориса Алексеевича Голицына.
- Княжна Надежда Михайловна —замужем за Кузьмой Ивановичем Пятовым.
- Княжна Наталья Михайловна — замужем за А. П. Салтыковым.

## Собственность
Владел имениями селом Ромоданово, перешедшей в вотчину в Калужском уезде. В Московском уезде во владении были поместья: Манатьино, Быково и Коровина стана. В Пехрянской десятине — село Вешняково.

## Критика
М. Г. Спиридов показывает дату пожалования в бояре — 1681 год, за турецкую службу и при том пожаловании ему дана шуба атласная золотая, кубок серебряный золочёный, два сорока соболей, придача к поместному окладу в 200 четвертей земли и денежной в 40 рублей.

## Источник
- Главы городской администрации Москвы